# ريتشارد بودلر شارب
ريتشارد بودلر شارب (بالإنجليزية: Richard Bowdler Sharpe)‏ (22 نوفمبر 1847 - 25 ديسمبر 1909) هو عالم أحياء بريطاني متخصص في علم الحيوان، ولد في لندن ودرس في كلية برايتون ومدرسة الملك بيتربورو ومدرسة لوبورو النحوية. في سن السادسة عشرة ذهب للعمل لدى Smith & Sons في لندن. في عام 1864 بدأ عمله الأول في مجال علم الطيور: Monograph of the Kingfishers خلال عامي (1868-1871).
في عام 1867 أعطي شارب وظيفة أمين المكتبة من جمعية علم الحيوان، بناء على توصية من أوسبيرت سالفين وفيليب سكلاتر. بوفاة جورج روبرت جراي عام 1872 انضم إلى المتحف البريطاني بوصفه مساعد أول في قسم علم الحيوان، مع المسؤول عن تجميع الطيور. أصبح حارس مساعد في عام 1895، وتبقى هناك حتى وفاته بسبب إصابته بالالتهاب الرئوي.
وجد شارب نادي علماء الطيور البريطانيين عام 1892 وقم بتحرير نشرة لها. وكتب ثلاثة عشر ونصف من سبعة وعشرين مجلد من كتالوج الطيور في المتحف البريطاني خلال عامي (1874-1898).